# Södermanlands runinskrifter 99
Södermanlands runinskrifter 99 är en vikingatida ristad del av en gravhäll av blå kalksten i Jäders kyrka, Jäders socken och Eskilstuna kommun. Sö 99 är ett fragment av en bildsten som är 0,85 gånger 0,5 meter stort. Ristningen är rent ornamental. Stenen togs fram vid en omläggning av golvet 1863. Den låg i en dörr mellan kyrkan och vapenhuset.